# Eider Gardiazábal Rubial
Eider Gardiazábal Rubial (Bilbao, 12 de juliol de 1975) és una política socialista basca, neta del dirigent socialista històric Ramón Rubial Cavia.
Llicenciada en economia, és especialista en gestió comptable i durant un temps va treballar a l'empresa privada. De 1999 a 2002 fou Secretària General de les Joventuts Socialistes a Bilbao. El 2004 va ser regidora d'economia i finances de l'ajuntament de Bilbao, càrrec que ocupà fins al 2009, i des del 2002 és Secretària d'Igualtat de l'Executiva del PSE-EE.
Avalada per Bárbara Dührkop Dührkop i Jesús Eguiguren Imaz, formà part de les llistes del PSOE a les eleccions al Parlament Europeu de 2009 i fou escollida diputada. És membre de la Comissió de Pressupostos del Parlament Europeu i forma part de la Delegació per a les relacions amb Sud-àfrica.
El 9 de març de 2011 fou protagonista d'un escàndol en publicar-se al diari News of the World una foto seva on se la veia presentant-se un divendres al Parlament Europeu (només hi ha sessió fins dijous), fitxar i anar-se'n immediatament, per tal de cobrar dietes.